# Eddy Wauters
Eddy Wauters (Borgerhout, 1933. július 12. – 2025. január 24.) válogatott belga labdarúgó, hátvéd, edző.

## Pályafutása

### Klubcsapatban
1951 és 1965 között a Royal Antwerp labdarúgója volt, ahol egy belgakupa-győzelmet ért el. 1956–57-ben az amerikai New York Hakoah csapatában szerepelt kölcsönben.

### A válogatottban
1959–60-ban négy alkalommal szerepelt a belga válogatottban.

### Edzőként
1972-ben és 1980-ban a Royal Antwerp vezetőedzőjeként tevékenykedett.

## Sikerei, díjai
Royal Antwerp
- Belga kupa
  - győztes: 1955

## Statisztika

### Mérkőzései a belga válogatottban
| Belgium | Belgium           | Belgium                       | Belgium       | Belgium  | Belgium       | Belgium    | Belgium | Belgium |
| #       | Dátum             | Helyszín                      | Hazai         | Eredmény | Vendég        | Kiírás     | Gólok   | Esemény |
| ------- | ----------------- | ----------------------------- | ------------- | -------- | ------------- | ---------- | ------- | ------- |
| 1.      | 1959. március 1.  | Colombes, Yves-du-Manoir      | Franciaország | 2 – 2    | Belgium       | barátságos | -       |         |
| 2.      | 1959. május 24.   | Brüsszel, Heysel stadion      | Belgium       | 0 – 2    | Ausztria      | barátságos | -       |         |
| 3.      | 1959. október 4.  | Rotterdam, Feijenoord Stadion | Hollandia     | 9 – 1    | Belgium       | barátságos | -       |         |
| 4.      | 1960. február 28. | Brüsszel, Heysel-stadion      | Belgium       | 1 – 0    | Franciaország | barátságos | -       |         |
|         | Összesen          |                               |               | 4        | mérkőzés      |            | 0       | gól     |